# NHK千葉放送局
NHK千葉放送局（エヌエイチケイちばほうそうきょく）は、日本放送協会（NHK）の地域放送局。千葉県内向けにFM放送を行っている。AM放送・地上テレビジョン放送は関東広域局扱いとして東京本部（NHK首都圏局）からカバー・中継されている。

## 沿革

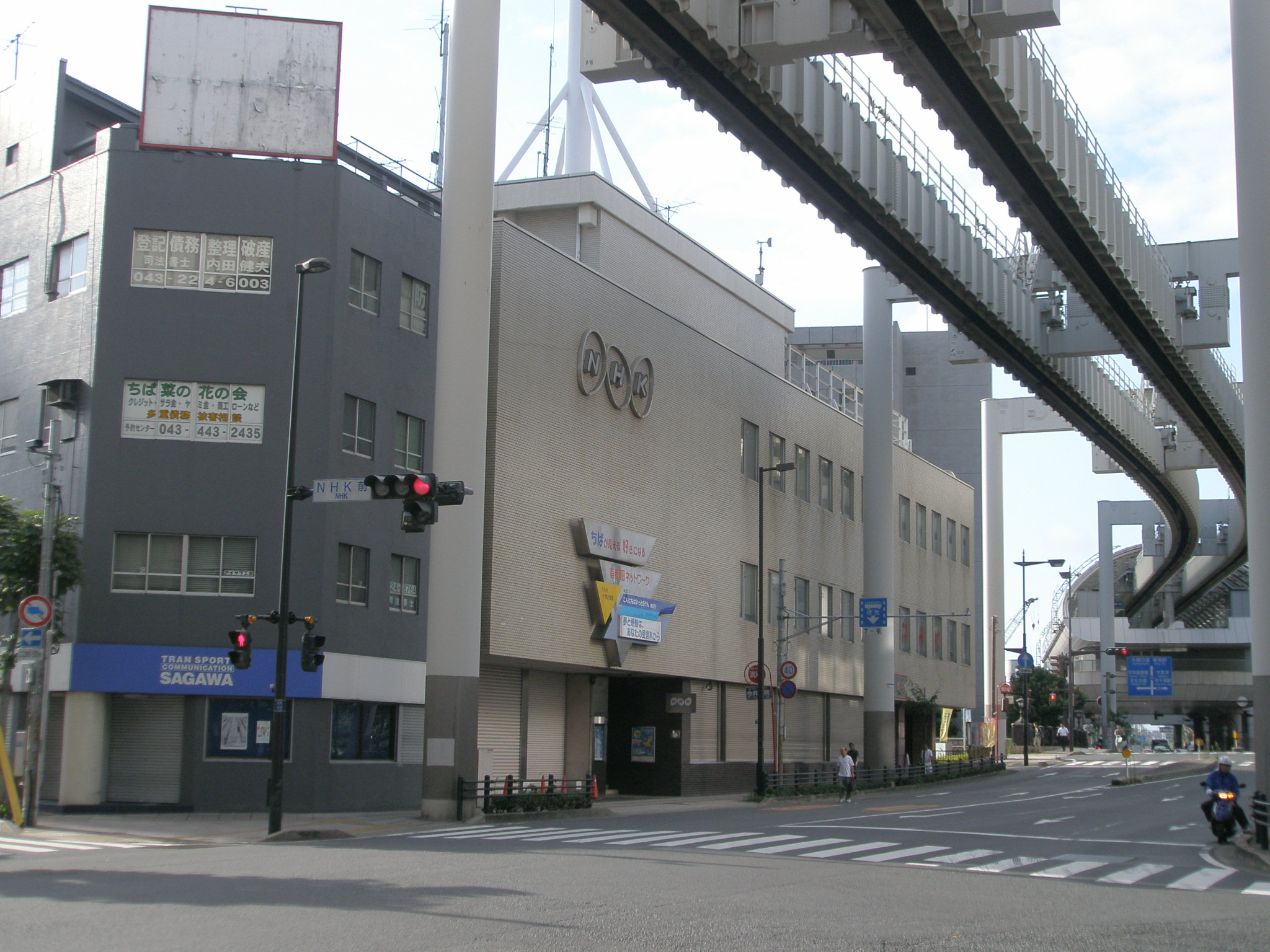
旧放送会館（2008年8月)

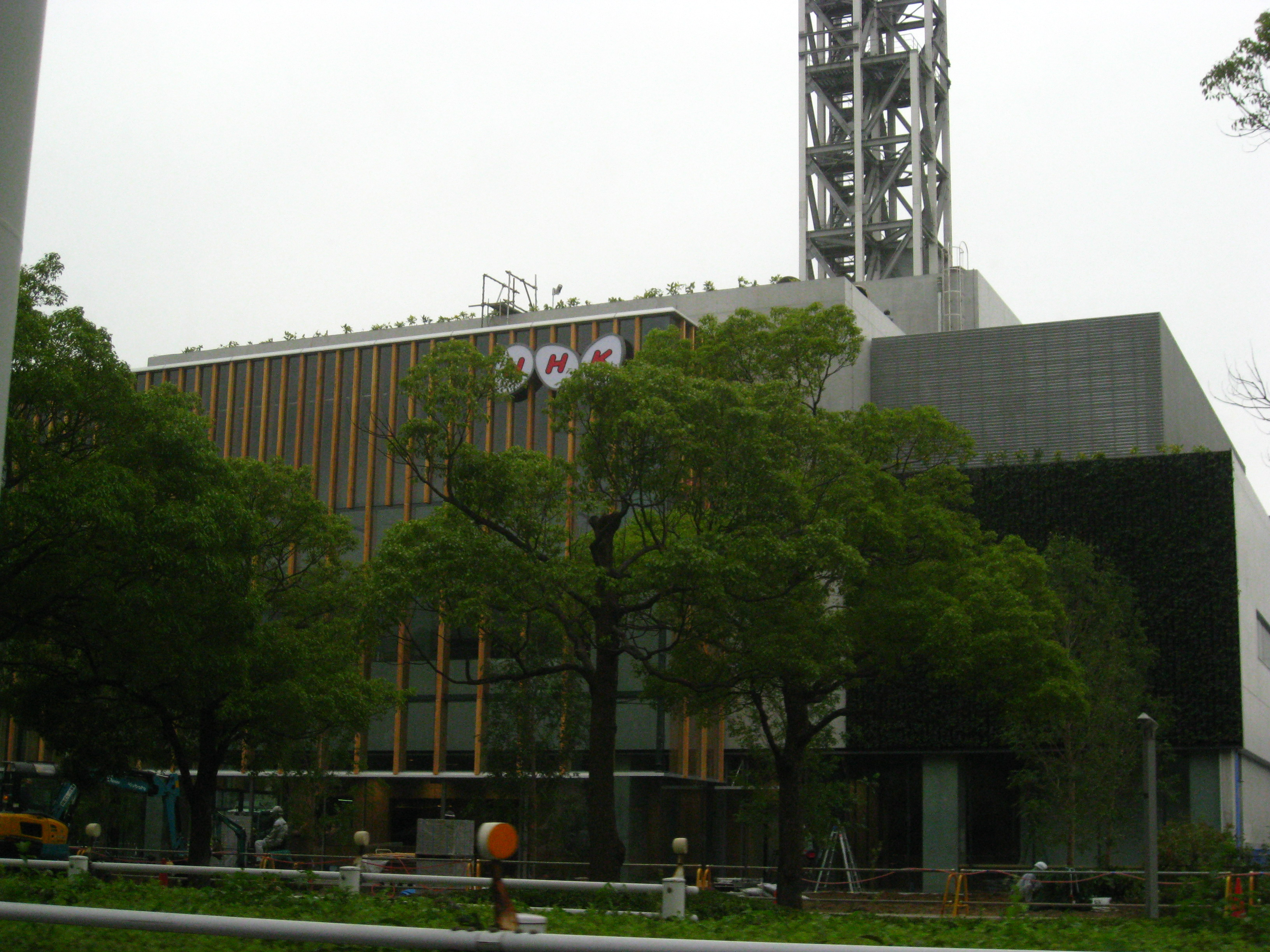
建設途中の現局舎（2011年6月）

- 1943年（昭和18年）10月1日 - 社団法人日本放送協会が、総務局千葉出張所を開設。
- 1948年（昭和23年）5月1日 - 総務局から独立、千葉支局に改称。
- 1950年（昭和25年）6月1日 - 放送法施行に伴い社団法人日本放送協会が解散。特殊法人としての日本放送協会が設立され、特殊法人日本放送協会千葉支局となる。
- 1951年（昭和26年）7月1日 - 千葉放送局に改称（送信設備なし）。
- 1971年（昭和46年）
  - 8月1日 - 現在の千葉市中央区中央に千葉放送会館落成。
  - 8月28日 - 千葉放送局、FM放送開始（呼出符号JOMP-FM）[1]。
  - 9月13日 - FM放送による県域ローカル番組放送開始[2]。
- 2002年（平成14年）3月13日 - 千葉放送局、地上アナログテレビ（総合テレビ）中継開始。
- 2011年（平成23年）
  - 12月5日 - 放送会館を中央区千葉港に移転、業務を開始。
  - 12月10日 - 一般公開開始。
- 2014年（平成26年）6月15日 - NHK-FMとしては初めて、プロ野球のデーゲーム（千葉ロッテマリーンズ対広島東洋カープ戦）を中継。この日は千葉県民の日でもある。
- 2023年（令和5年）4月1日 - 令和改革により、部制（放送部・営業推進部等）からセンター制に見直され、コンテンツセンター、経営管理企画センターへ再編された。

### 新局舎建設及び移転
開局以来使用されてきた葭川べりの局舎が、設置から40年を迎え、施設の狭隘及び老朽化のため、2004年に千葉市役所と千葉都市モノレール走路を挟んだ斜め向かい、南側は千葉県赤十字会館にあたる場所（県有地）を購入。2011年12月に局舎移転を行った。2009年12月に起工式を執り行った後、局舎の建設工事が行われ、2011年7月19日に竣工式が執り行われた。その後同年12月5日から新局舎の業務を開始し、12月10日から一般公開が開始された。なお、旧局舎跡地は新昭和に売却、マンションが建築された。
新局舎は免震システムを採用している。これは、やはり新築移転した横浜局同様、渋谷区のNHK放送センターが大規模災害等により機能不全に陥った場合に、取材集約拠点として位置づけられたこととも関係する。

## 放送局の周波数一覧

### FM放送
コールサイン：JOMP-FM
- 三山（船橋市、親局） 80.7MHz 5kW
- 館山 79.0MHz 10W
- 白浜 82.9MHz 1W
- 勝浦 83.7MHz 100W
- 銚子 83.9MHz 30W

なお、三山FM放送所はチバテレビ、BAYFMと共用。

### デジタルテレビ放送
東京本局（NHK首都圏局）の中継局扱いとなっている。
|        | 総合 ID：1 | 教育 ID：2 | 出力 |
| 銚子   | 51ch       | 39ch       | 10W  |
| 小見川 | 34ch       | 26ch       | 3W   |
| 佐原   | 34ch       | 39ch       | 3W   |
| 下総光 | 34ch       | 26ch       | 3W   |
| 東金   | 34ch       | 26ch       | 10W  |
| 君津   | 34ch       | 26ch       | 3W   |
| 大多喜 | 34ch       | 26ch       | 3W   |
| 勝浦   | 34ch       | 26ch       | 10W  |
| 館山   | 34ch       | 26ch       | 3W   |
| 富山   | 37ch       | 26ch       | 3W   |

※出力3W以上の中継局を掲載。3W未満の中継局情報はNHK千葉放送局公式サイトを参照。

### アナログテレビ放送
東京本局の中継局扱い。全中継局が2011年7月24日に運用終了。
主な中継局
- 千葉三山（上記FM親局に設置）総合44ch[注釈 1]
- 成田 総合51ch 教育53ch
- 佐原 総合52ch 教育49ch
- 銚子 総合51ch 教育49ch
- 館山 総合52ch 教育50ch（垂直偏波）
- 勝浦 総合51ch 教育49ch

## 支局・営業センター
支局
- NHK成田支局（成田市、成田空港旅客第一ターミナル内）
- NHK東葛支局（松戸市新松戸）
- NHK房総支局（館山市）
- NHK銚子支局（銚子市）

営業センター
- NHK千葉放送局営業部
- NHK千葉放送局新浦安営業センター（浦安市）[注釈 2][7][8]

## 情報カメラ
- 千葉市（千葉放送局屋上）HD対応
- 幕張　HD対応
- 習志野市 - 谷津干潟を見渡せる
- 浦安市（新浦安駅前）
- 銚子市
- 旭市
- 南房総市
- 木更津市 - 東京湾アクアラインを見渡せる

## 主な千葉局制作番組
今日に至るまでFMラジオのみの放送を行っており、以下はすべて県域FM放送番組。
- 花ラジちば（木・金 11:00 - 12:00）
- 千葉県のニュース・気象情報

月 - 水 11:50 - 12:00（交通情報を含む、木・金は「花ラジちば」内で放送）
月 - 金 12:15 - 12:20
月 - 金 18:50 - 19:00（交通情報・お知らせを含む）

### 過去
- 千葉リクエストスタジオ（土 15:00 - 18:00）終了
- まるごと千葉60分（月 - 金 18:00 - 19:00）2012年3月終了

※横浜局のFMサウンドクルーズ同様、他県では18:50 - 19:00に放送枠がある千葉県内のニュース・天気・お知らせを内包していた。随時（主に金曜日）、千葉放送局のスタジオに市民を招いて、千葉にゆかりのある著名人をゲストにした公開生放送によるトークショーが行われたが、これは終了後チバ☆スタに移行された。
- ひるどき情報ちば（月 - 金 11:00 - 12:00）2020年3月終了

### インターネットビデオ配信
FM放送以外は県域放送を実施していないことから、それを補完するため、同局公式サイト内にインターネット放送局「千葉インターネット放送局」を開設。同局キャスターによる季節の話題・番組のお知らせ、東京の首都圏放送センター制作のニュースの中から千葉県関連のニュースの再配信を行っている。

## アナウンサー・キャスター
| 氏名         | 前任地         | 担当番組         |
| アナウンサー | アナウンサー   | アナウンサー     |
| ------------ | -------------- | ---------------- |
| 望月豊       | 津             | アナウンス統括   |
| 久保田祐佳   | ラジオセンター | 千葉県のニュース |
| キャスター   |                |                  |
| 熊谷彩花     | 横浜           | 花ラジちば       |
| 木下愛季子   | 甲府           | 花ラジちば       |
| 田村愛葵子   |                | 花ラジちば       |

## その他
2003年頃、局内で地域密着を図るための策を考えていたところ、「地元の特産物“落花生”をモチーフにしたキャラクターを作ろう」という意見があがり、局内でも評価を得たことから誕生した。各放送局の独自マスコットの中では地元で高い評価を得ている部類に入るといわれている。しゃべることができないため生きた感じがしないことが難点ではあるが、公式Twitterを開設しており、そこでは独特の口癖でつぶやいている。
ラッカ星人に関してはNHKの広報番組などでも取り上げられており、2006年11月にはテレマップで局の取り組みとともに紹介された。
2022年度からは、千葉県内でも放送されている『首都圏ネットワーク』内の「みんなのおかえり天気」コーナーで、水曜日が千葉県各地からの中継となり、出演時に「準レギュラー」を自称している。なお2022年からは、千葉県出身の声優小林由美子がラッカ星人の声を担当するようになり、喋れる設定になった。
東京都・神奈川県・埼玉県の視聴者にも広く知られるようになり、基本的に中継映像のどこかに紛れ込む形か、フリップボードや中継内で紹介するイベントのポスターを持って出演するのが恒例となっている。2024年度からは、『午後LIVE ニュースーン』の17時台の天気予報も首都圏からの放送で、水曜は同様に千葉県各地からの中継となったため、全国でラッカ星人が見られるようになった。